# Her Majesty's Theatre
Her Majesty's Theatre (‘Teatre de sa Majestat’) és un teatre del West End, a Haymarket, Ciutat de Westminster, Londres.
L'actual edifici fou dissenyat de Charles J. Phipps i es va construir el 1897 per l'actor-mànager Herbert Beerbohm Tree, el qual va establir la Royal Academy of Dramatic Art al teatre. En les primeres dècades del segle xx, Tree va produir espectaculars produccions de Shakespeare i altres obres clàssiques, i el teatre va albergar estrenes de grans dramaturgs com George Bernard Shaw, J. M. Synge, Noël Coward i J. B. Priestley. Des de la Primera Guerra Mundial, l'ampli escenari l'ha fet un teatre adequat per a produccions musicals a gran escala, i el teatre s'ha especialitzat en musicals. Al teatre s'hi han fet enregistraments, especialment la sensació de la Primera Guerra Mundial Chu Chin Chow i l'actual producció, El fantasma de l'òpera d'Andrew Lloyd Webber, que hi ha sigut interpretada de manera continuada des de 1986.
El teatre va ser inaugurat per l'arquitecte i dramaturg John Vanbrugh, el 1705, com el Queen's Theatre (‘Teatre de la Reina’). El teatre autèntic, no acompanyat per música, va ser prohibit per llei en tots els teatres de Londres excepte en dos autoritzats, de manera que ràpidament aquest teatre es va convertir en teatre d'òpera. Entre 1711 i 1739, s'hi van estrenar més de vint-i-cinc òperes de Georg Friedrich Händel. A principi del segle xix, el teatre va albergar la companyia d'òpera que el 1847 es traslladaria al Theatre Royal de Covent Garden, i va presentar les primeres representacions londinenques de La clemenza di Tito, Così fan tutte i Don Giovanni de Mozart. També va albergar el Ballet of her Majesty's Theatre a mitjan segle xix, abans de tornar a albergar els estrenes londinencs d'òperes famoses com Carmen de Bizet i L'anell del Nibelung de Wagner.
El nom del teatre canvia segons el sexe del monarca. Primer va ser el King's Theatre (‘Teatre del Rei’), el 1714, amb l'ascens al tron de Jordi I. Va ser rebatejat Her Majesty's Theatre (‘Teatre de la seva Majestat’) el 1837. Més recentment, el teatre va ser conegut com a His Majesty's Theatre des de 1901 fins a 1952, i va esdevenir Her Majesty's amb l'ascens al tron d'Isabel II. Té una capacitat de 1.216 seients, i l'edifici va ser protegit en Grau II per l'English Heritage el gener de 1970. Really Useful Group Theatres n'és el propietari des de l'any 2000. El solar té un arrendament a llarg termini del patrimoni de la Corona.

## Història
El final del segle xvii va ser un període d'intensa rivalitat entre els actors de Londres. El 1695 es va produir una divisió en la United Company, que tenia el monopoli de les representacions de teatre en els seus dos teatres. El dramaturg i arquitecte John Vanbrugh hi va veure una oportunitat per trencar el duopoli dels teatres amb patents, i el 1703 va adquirir un antic pati d'un estable, a un cost de 2000 lliures, per a la construcció d'un nou teatre al Haymarket. En la nova empresa, esperava millorar la part dels beneficis que anirien a dramaturgs i actors. Va obtenir els diners per subscripció, probablement entre els membres del Kit-Cat Club.
A l'empresa s'hi va unir el soci director i gerent de William Congreve i una cooperativa d'actors dirigida per Thomas Betterton. El teatre va oferir la primera alternativa al Theatre Royal del carrer Drury Lane, construït el 1663, i el Lincoln's Inn, fundat el 1660 que va ser el precursor del Theatre Royal a Covent Garden, construït el 1728. El teatre és el segon més antic de Londres que es manté en ús. Aquestes tres sales van definir la forma i l'ús dels teatres moderns.

### El teatre de Vanbrugh: 1705-1789

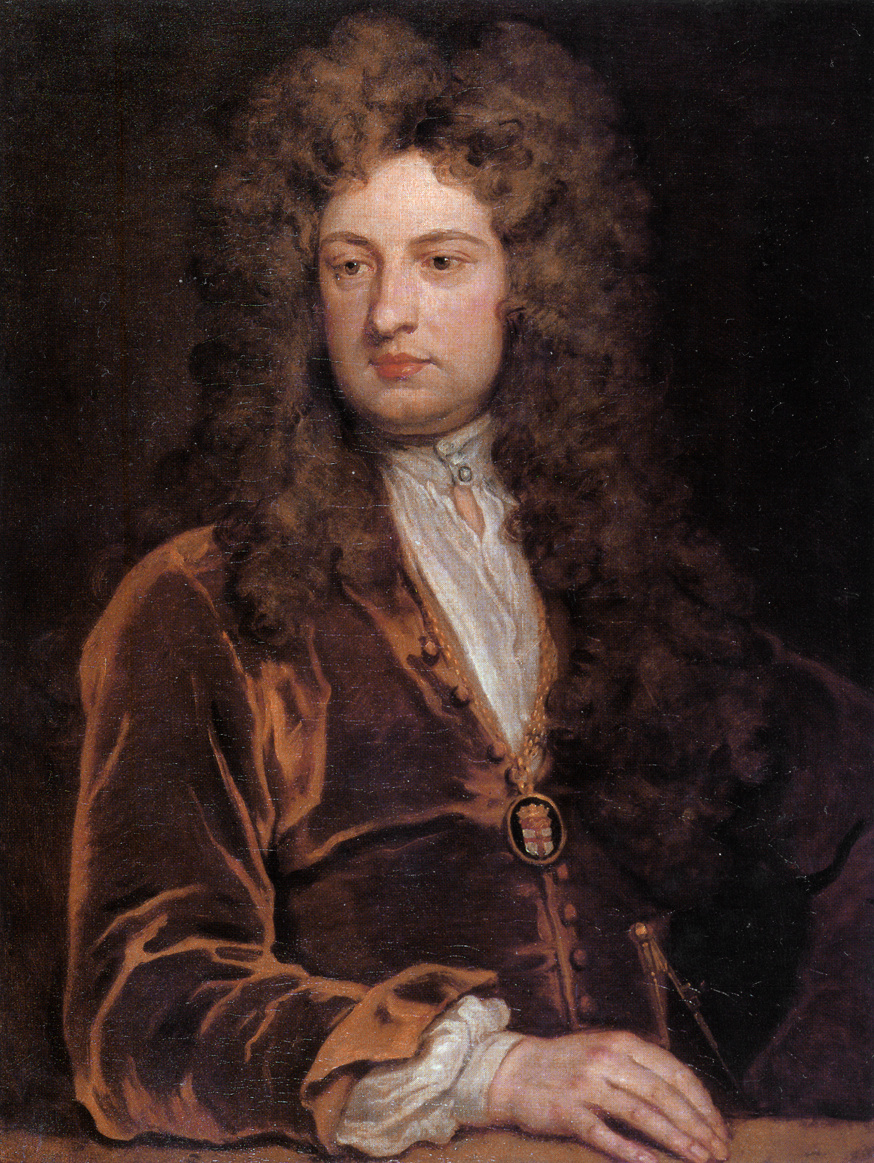
John Vanbrugh pintat per Godfrey Kneller

El teatre es va edificar en uns terrenys que estaven arrendats de forma renovable des del 1740 i eren propietat en última instància, com ho és avui, de la Crown Estate. La construcció es va retardar per la necessitat de l'adquisició de la façana del carrer, i una entrada de tres arcs que portava a una volta de maó de 39,6 m de llarg i 18,3 m d'ample.
John Vanbrugh i Congreve van rebre l'autoritatzació de la reina Anna per formar una companyia de comediants el 14 de desembre de 1704, i el teatre es van obrir com a The Queen's Theatre el 9 abril 1705 amb cantants italians importats a Gli Amori d'Ergasto, una òpera de Jakob Greber, amb un epíleg de Congreve. Aquesta va ser la primera òpera italiana realitzada a Londres. L'operació va fracassar, i la temporada va avançar fins al maig amb reposicions d'obres de teatre i òperes. La primera nova obra realitzada va ser The Conquest of Spain de Mary Pix. El teatre va resultar ser massa gran perquè les veus dels actors arribessin a tot l'auditori, i la primera temporada va ser un fracàs.
Congreve va partir i Vanbrugh va comprar als seus altres socis,
 i els actors van reobrir el teatre del Lincoln Inn Fields a l'estiu. Encara que les primeres produccions combinaven el diàleg parlat amb música incidental, la noblesa estimava més l'òpera italiana, completament cantada, i el teatre va seguir la moda i dedicar-se únicament a l'òpera. Molt implicat en la construcció del palau de Blenheim, Vanbrugh va negligir la gestió del teatre i va mostrar «nombrosos signes de confusió, ineficiència, oportunitats perdudes i mal judici». El 7 de maig de 1707, el teatre experimentava creixents pèrdues per les despeses de funcionament, i Vanbrugh es va veure obligat a vendre les seves accions en el teatre durant catorze anys a Owen Swiny amb una pèrdua considerable. El desembre del mateix any, l'Oficina de Lord Chamberlain va ordenar que «totes les òperes s'havien de representar en el futur únicament al Her Majesty's Theatre del HayMarket» i va prohibir la realització d'obres no musicals al mateix teatre.

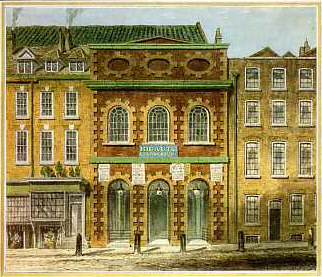
Queen's Theatre, Haymarket, al, predecessor del theatre. Per William Capon (Victoria and Albert Museum)

Després de 1709, el teatre es va dedicar a l'òpera italiana i, de vegades es coneixia informalment com The Haymarket Opera House. El jove Georg Friedrich Händel hi va fer el seu debut anglès amb Rinaldo, de 24 de febrer 1711, amb els dos principals castrati de l'època, Nicolo Grimaldi i Valentino Urbani. Aquesta va ser la primera òpera italiana composta específicament per a l'escenari de Londres. L'obra va ser ben rebuda, i Händel va ser nomenat compositor resident. Però les pèrdues van continuar, i Swiney va fugir a l'estranger per escapar dels seus creditors. John James Heidegger es va fer càrrec de la gestió del teatre i, a partir de 1719, va començar a ampliar l'escenari a través d'arcs a les cases del sud del teatre.  La Royal Academy of Music es va formar per la subscripció dels patrocinadors rics, entre ells el Príncep de Gal·les, per donar suport a produccions de Händel. En virtut d'aquest patrocini, Händel va crear una sèrie de més de vint-i-cinc òperes originals fins al1739. Händel va ser també un soci en la gestió de Heidegger (1729-1734), i va contribuir a la música incidental per a teatre, fins i tot per a una reestrena de The Alchemist de Ben Jonson, el 14 de gener 1710.
Quan Jordi I va pujar al tron el 1714, el teatre va ser rebatejat King's Theatre (‘Teatre del Rei’) i va mantenir aquest nom durant el regne de tots els monarques masculins que li van succeir. En aquest moment només es van permetre als dos teatres la patent per fer teatre seriós a Londres, i com que no tenia la carta patent, el teatre es va mantenir associat a l'òpera. El 1762, Johann Christian Bach va viatjar a Londres per estrenar-hi tres òperes, incloent Orione el 19 de febrer 1763. Aquest va establir la seva reputació a Anglaterra, i va esdevenir mestre de música de la reina Carlota.

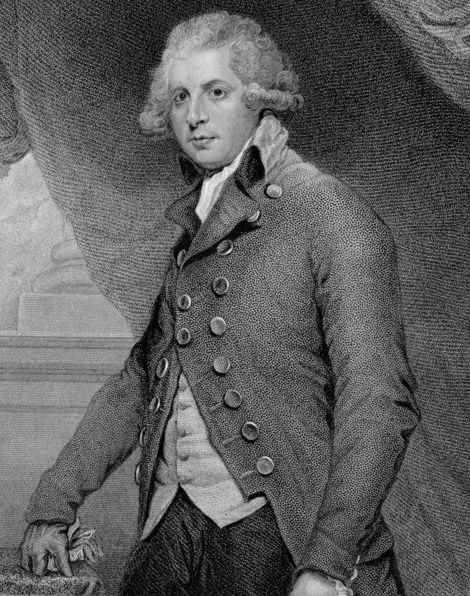
L'actor-mànager Richard Brinsley Sheridan, pintat per Joshua Reynolds

L'any 1778, el contracte d'arrendament per al teatre va ser traslladat de James Brook a Thomas Harris, director d'escena del Theatre Royal a Covent Garden, i el dramaturg Richard Brinsley Sheridan, per 22.000 lliures esterlines. Van pagar la remodelació de l'interior de Robert Adam en el mateix any. El cost de les millores no es correspon amb els ingressos, i l'associació es va dissoldre. Sheridan va comprar la participació del seu soci amb una hipoteca sobre el teatre de 12.000 lliures, obtinguda del banquer Henry Hoare.
Un dels membres de la companyia, Giovanni Gallini, havia fet el seu debut al teatre el 1753 i va arribar a ser-hi mestre de ball el que el va fer guanyar una reputació internacional. Gallini havia tractat de comprar la part de Harris, però havia estat rebutjat. Ara va comprar la hipoteca. Sheridan va entrar ràpidament en fallida després de col·locar els assumptes financers del teatre en mans de William Taylor, un advocat. Els anys vinents van veure una lluita pel control del teatre i Taylor va comprar la part de Sheridan el 1781. L'any següent el teatre va ser remodelat per Michael Novosielski, un antic pintor d'escena del teatre. Al maig de 1783, Taylor va ser denunciat pels seus creditors, i es va produir una venda forçada en la qual Harris va comprar el contracte d'arrendament i bona part dels efectes. Altres accions legals varen transferir les participacions a un consell d'administració, incloent Novosielski. Els custodis van actuar amb un flagrant menyspreu per les necessitats del teatre o altres creditors, només van cercar l'enriquiment personal, i a l'agost 1785 Lord Chamberlain es va fer càrrec de la gestió de l'empresa, en interès dels creditors. Gallini, per la seva banda, s'havia convertit en gerent i va intentar mantenir el teatre en marxa, però es va veure obligat a contractar actors aficionats. En algunes ocasions, Gallini fins i tot va haver de defensar-se contra un públic insatisfet que pujava a l'escenari i destruïa tot el que trobava, i tota la tropa d'actors va haver de correr cames ajudeu'm per esquivar la rabia.
L'edifici va cremar el 17 de juny de 1789 durant els assajos de la vesprada, i els ballarins van abandonar l'edifici mentre les bigues queien a l'escenari. Va palesar que era un incendi criminal al teulat i Gallini va oferir una recompensa de 300 £ per a la captura del culpable. Amb el teatre destruït, cada grup va idear els seus propis plans per a un reemplaçament. Gallini va obtenir una llicència del Lord Chamberlain per fer òpera al veí Little Theatre, i va entrar en una aliança amb R. B. O'Reilly per obtenir terres a Leicester Fields per a un nou edifici, que també requeriria una llicència. Els dos es van barallar a qui tindria el control de l'empresa. Les autoritats no van atorgar una patent de Leicester Fields a cap dels dos, però a O'Reilly va rebre una llicència de quatre anys per fer una òpera al Pantheon d'Oxford Street. Aquest també va cremar el 1792. Mentrestant, Taylor va arribar a un acord amb els creditors del King's Theatre i va tractar de comprar la resta del contracte d'arrendament d'Edward Vanbrugh, però aquest ara s'havia compromès amb O'Reilly. Una complicació addicional sorgeix quan el teatre havia de menester el solar adjacent que era en mans d'un partidari de Taylor. Era l'escenar perfecte per a una nova guerra de desgast entre els arrendataris. A l'encop, la primera temporada al Pantheon havia fracassat miserablement, i O'Reilly va fugir a París per esquivar els seus creditors.
L'any 1720, la connexió directa de Vanbrugh amb el teatre s'havia acabat. Els contractes d'arrendament i dels lloguers havien estat cedits a la seva família i la de la seva dona a través d'una sèrie de fideïcomisos i beneficis. Després de l'incendi, la llarga relació de la família de Vanbrugh amb el teatre es va acabar, i tots els seus contractes d'arrendament es van lliurar el 1792.

### Segon teatre: 1791–1867

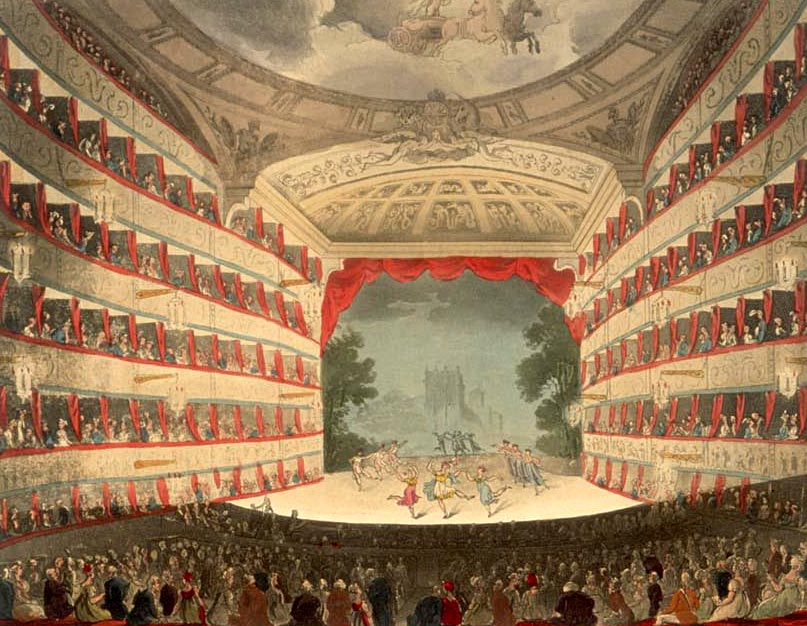
Interior del segon teatre, c. 1808. Pintat per Augustus Pugin i Thomas Rowlandson per a Ackermann's Microcosm of London

Taylor hi va completar un nou teatre el 1791, altra vegada amb Michael Novosielski com a arquitecte. Lord Chamberlain, un partidari d'O'Reilly, va negar una llicència a Taylor. El teatre es va inaugurar el 26 de març de 1791 amb una actuació privada de cant i dansa d'entreteniment, però va poder obrir al públic. El nou teatre era molt endeutat i va abastar parcel·les separades de terra que es van arrendar a Taylor per quatre propietaris diferents en diferents termes de revisió. Com va escriure un director més tard del teatre, «En la història de la finca, no hi ha hagut probablement cap cas paral·lel amb un laberint legal tan difícil.» Les parts es van trobar en unes reunions  Carlton House i Bedford House en un intent de conciliar-se. El 24 d'agost de 1792 van signar un acte notarial conegut com The General Opera Trust Deed, un acord que regulava els drets i les propietats relacionades amb les produccions operístiques. La direcció general del teatre havia de ser confiada a un comitè de nobles, nomenats pel Príncep de Gal·les, els quals havien de nomenar un director general. Els fons seran desemborsats dels beneficis per compensar els creditors tant del King's Theatre com del Pantheon. El comitè no es va reunir mai, i la gestió delegada fou per Taylor.

#### William Taylor

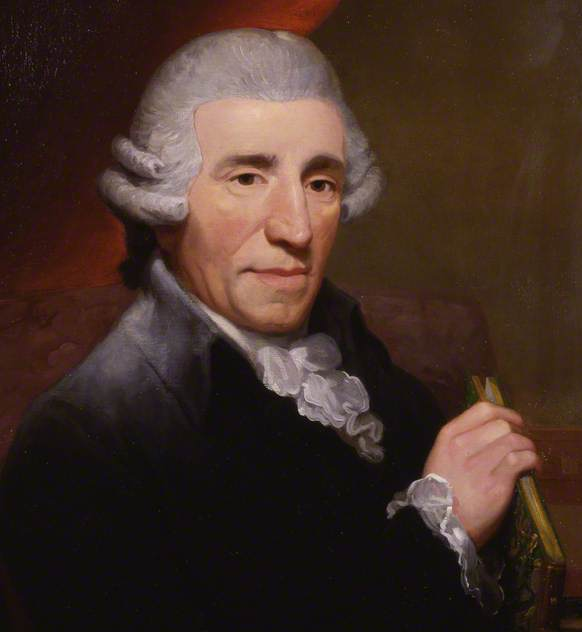
Joseph Haydn el 1792

Al nou teatre es va tenir una primera representació d'òpera oberta al públic,el 26 de gener de 1793, malgrat que la disputa amb Lord Chamberlain sobre la llicència no era resolt. Aquest teatre va ser, en aquest moment, el més gran d'Anglaterra, i va esdevenir la llar del Theatre Royal de Drury Lane, mentre la seu d'aquesta companyia de teatre fou reconstruïda entre 1791 i 1794.
El 1793, set petites cases al costat est de la sala, enfront del Haymarket, van ser demolides i reemplaçades per una gran sala de concerts. En aquest ambient Joseph Haydn va fer una sèrie de concerts, sota el patrocini de Johann Peter Salomon, en la seva segona visita a Londres el 1794-1795. Haydn va donar una sèrie de concerts, en associació amb l'empresari Johann Peter Salomon. Hi va estrenar les sis darreres de les seves 104 simfonies. Va ser complimentat a Londres i va tornar a Viena el maig de 1795 amb 12.000 florins.

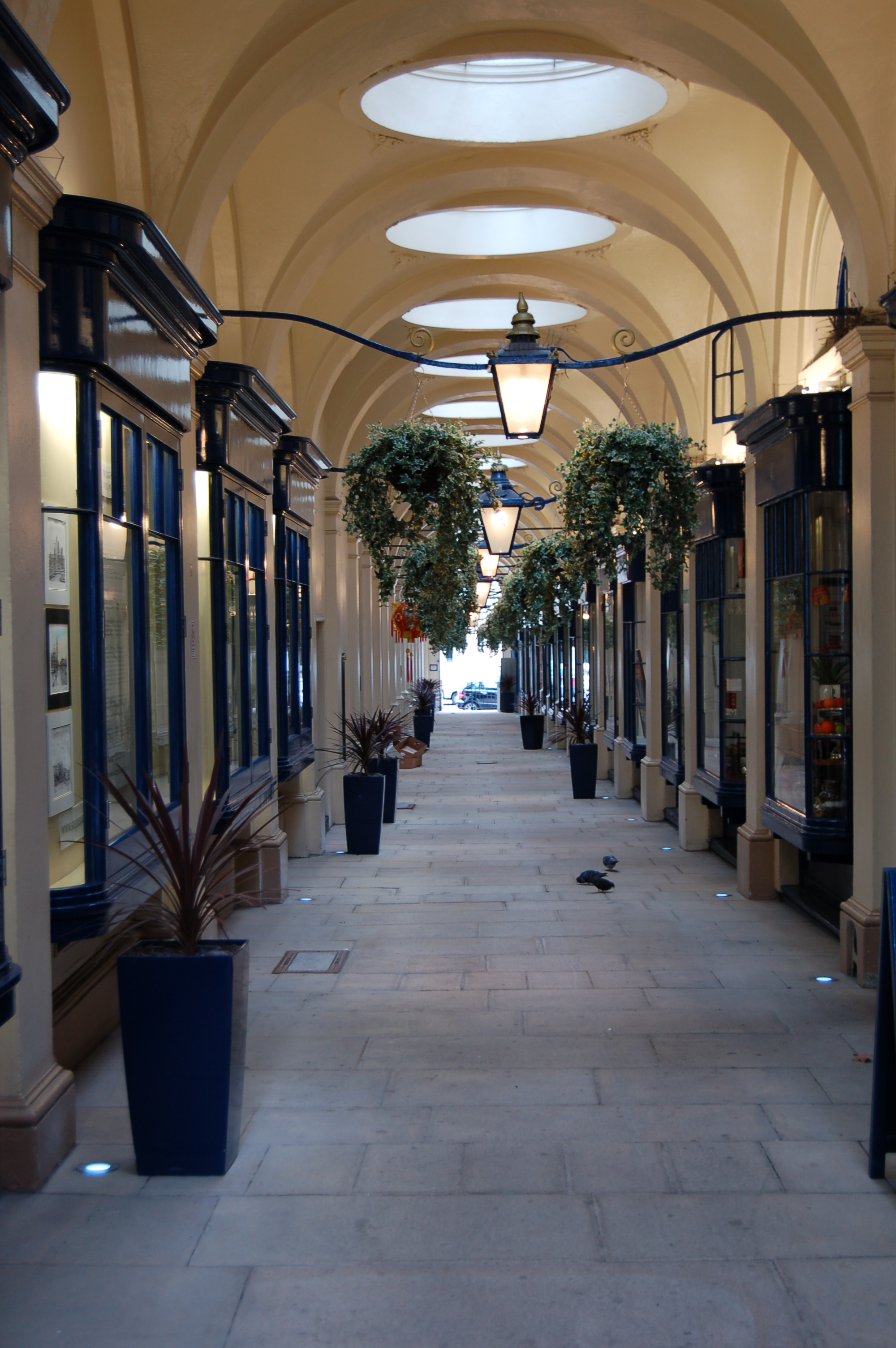
Royal Opera Arcade, el 2008. L'entrada al teatre era per l'esquerra, ara ocupada per botigues

Amb la sortida de la companyia de Drury Lane el 1794, el teatre va tornar a l'òpera, i va crear les primeres representacions a Londres de les obres de Mozart La clemenza di Tito (1806), Così fan tutte i Die Zauberflöte (1811), i Don Giovanni (1816). Entre 1816 i 1818, John Nash i George Repton varen efectuar modificacions a la façana i varen augmentar la capacitat de l'auditori per 2.500 persones. També van afegir un centre comercial, anomenat el Royal Opera Arcade, que ha sobreviscut als incendis i les renovacions i encara existeix. És al llarg de la part posterior del teatre. Entre 1818 i 1820, s'hi van estrenar les òperes de Gioachino Rossini Il Barbiere di Siviglia, Elisabetta, regina d'Inghilterra, L'italiana in Algeri, La Cenerentola i Tancredi, i el teatre es va conèixer com la Italian Opera House de Haymarket de la dècada de 1820.
El 1797, va ser elegit membre del Parlament per a la circumscripció de Leominster, una posició que li va donar immunitat dels creditors. Quan el Parlament es va dissoldre el 1802, va fugir a França. Més tard va tornar i va ser membre del Parlament per a Barnstaple (1806-1812) mentre continuava treballant per al teatre. Taylor va pagar menys dels ingressos acordats amb els artistes intèrprets o compositors, i va viure gran part del seu període de gestió a King's Bench, la presó de deutors a Southwark.

#### John Ebers

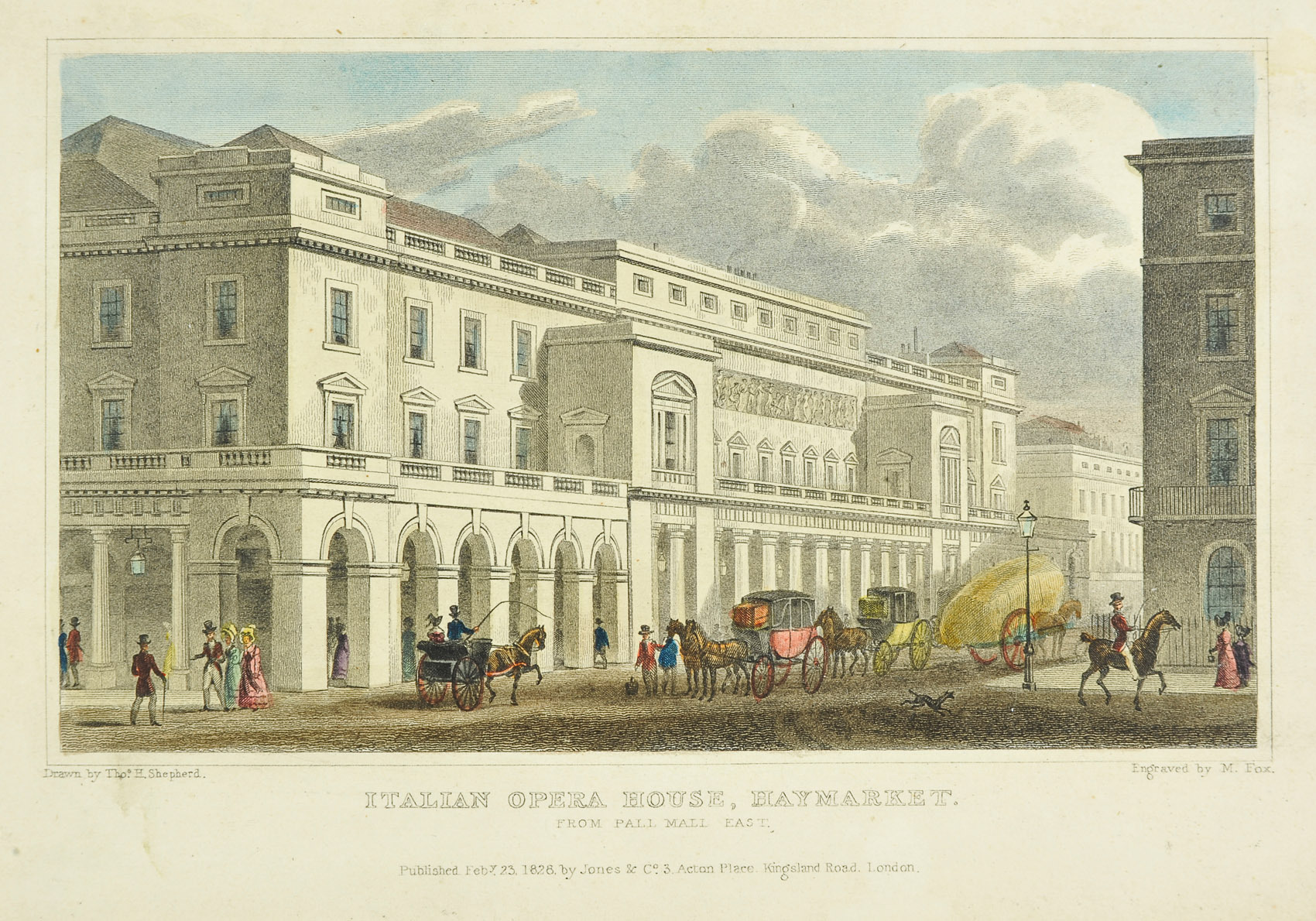
Dibuix del teatre per Thomas Hosmer Shepherd, 1827–28

John Ebers, un llibreter, es va fer càrrec de la gestió del teatre el 1821. En els tres anys següents hi van estrenar a Anglaterra set òperes de Rossini (La Gazza Ladra, Il turco in Itàlia, Mosè in Egitto, Otello, La donna del lago, Matilde di Shabran i Ricciardo i Zoraida). Ebers va subarrendar el teatre a Giambattista Benelli el 1824 i Rossini va ser convidat a dirigir-lo, romanent per un temps de cinc mesos, amb la seva esposa Isabella Colbran. Altres dues òperes seves, Zelmira i Semiramide, es van estrenar a Londres durant la temporada, però el teatre va tenir enormes pèrdues, i Benelli es va escapolir sense pagar ni l'autor ni els artistes. Ebers va contractar Giuditta Pasta per a la temporada 1825, però es va veure embolicat en plets que, juntament amb un gran augment en el lloguer de la sala, el van obligar a declarar-se en fallida, després de la qual cosa va tornar al seu negoci de venda de llibres.

#### Pierre François Laporte
El 1828, Ebers va ser succeït com a director de teatre per Pierre François Laporte, el qual va ocupar el càrrec (tret d'un breu interval entre 1831 i 1833) fins a la seva mort el 1841. Dues de les òperes de París de Rossini (Le Comte Ory i Le Siège de Corinthe) van tenir les seves estrenes britànics al teatre durant aquest període, i Laporte també va ser el primer a introduir les òperes de Vincenzo Bellini (La Sonnambula, Norma i I Puritani) i Gaetano Donizetti (Anna Bolena, Lucia di Lammermoor i Lucrezia Borgia) per al públic britànic. Segons Laporte, cantants com Giulia Grisi, Pauline Viardot, Giovanni Battista Rubini, Lablache Luigi i Giovanni Matteo Mario hi van fer el seu debut a Londres. Entre els directors musicals d'aquest període hi va haver Nicolas Bochsa, el famós i excèntric arpista francès. Va ser nomenat el 1827 i s'hi va mantenir durant sis anys. Quan la reina Victòria va pujar al tron el 1837, el nom del teatre va ser canviat a Her Majesty's Theatre, Italian Opera House. En el mateix any, Samuel Phelps va fer el seu debut a Londres com a Shylock a El mercader de Venècia, al teatre, actuant-hi també en altres obres de Shakespeare.

#### Benjamin Lumley

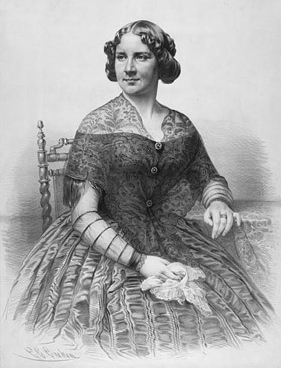
Jenny Lind, El rossinyol suec, 1850

Laporte va morir de sobte, i Benjamin Lumley va assumir la direcció el 1842, introduint al públic de Londres òperes de Donizetti, Don Pasquale i La fille du régiment. Inicialment, la relació entre Lumley i Michael Costa, director titular de Her Majesty's eren bones. Van acollir les estrenes britàniques d'Ernani, Nabucco i I Lombardi, de Verdi entre 1845 i 1846, i Lumley va encarregar I masnadieri al compositor. L'estrena mundial d'aquesta òpera hi va tenir lloc el 22 de juliol de 1847, amb la diva sueca Jenny Lind en el paper d'Amalia, i les estrenes britàniques de dues òperes de Verdi, I due Foscari i Attila, van seguir el 1847-1848. Mentrestant, els artistes continuaven sentint-se abandonats i les disputes van continuar. El 1847, Costa finalment va traslladar la seva companyia d'òpera al Royal Opera House, Covent Garden i el teatre va prendre el  nom actual, Her Majesty's Theatre i cedir el epítet d'Italian Opera House.
Lumley va contractar Michael Balfe per dirigir l'orquestra i va entrar en negociacions amb Felix Mendelssohn per a una nova òpera. Jenny Lind havia fet el seu debut anglès el 4 de maig de 1847 en el paper d'Alice a Robert le Diable de Giacomo Meyerbeer, en presència de la família reial i el compositor Felix Mendelssohn. Tal va ser la pressió de la gent de tot el teatre que molts «van arribar a la fi de l'obra amb els vestits aixafats i trencats, i les capes esquinçades, i fins i tot alguns van patir contusions». Lind va cantar diverses temporades amb succés al teatre, intercalades amb gires internacionals. Va rebre el sobrenom de «rossinyol suec». L'eixida de l'orquestra cap a Covent Garden va ser un cop.El teatre es va tancar el 1852 i va reobrir el 1856, quan un incendi va tancar el seu rival. Després de la reobertura, Lumley va presentar dues estrenes més britàniques d'òperes de Verdi: La Traviata el 1856 i Luisa Miller el 1858.

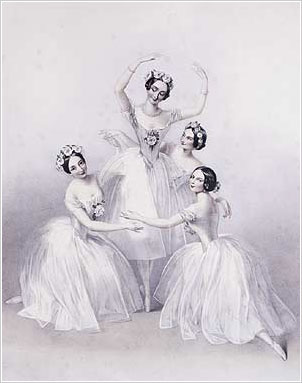
Litografia de A. E. Chalon de Grisi (esquerra), Taglioni (centre), Grahn (dreta darrera), i Cerrito (dreta davant) a Pas de Quatre, 1845

Des de 1830 fins a final dels anys 1840, Her Majesty's Theatre va ser seu dels bons temps de l'era del ballet romàntic, que va començar unes primeres obres del gran mestre de ballet Jules Perrot. La companyia de ballet, coneguda com el Ballet of Her Majesty's Theatre, va ser el més famós d'Europa, a més del Ballet du Théâtre de l'Académie Royale de Musique. Lumley va contractar Perrot com a primer mestre de ballet (coreògraf en cap) el 1842. Entre les obres que va posar en escena hi havia Ondine, ou La Nàiade (1843), La Esmeralda (1844), i Catarina, ou La Fille du Bandit (1846), així com el divertiment cèlebre Pas de Quatre (1845). Altres mestres de ballet hi varen crear obres durant tot el període del ballet romàntic, sobretot Paul Taglioni (fill de Filippo Taglioni), que van protagonitzar ballets incloent Coralia, ou Le Chevalier inconstant (1847) i Electra (1849, la primera producció d'un ballet que feia servir la il·luminació elèctrica. Arthur Saint-Léon va posar en escena obres com La Vivandière (1844), Le Violin du Diable (1849) i Le Jugement de Paris (1850), que és considerada una mena de seqüela de Pas de Quatre.
El compositor italià Cesare Pugni hi va ser nomenat compositor de la música del ballet el 1843, lloc que Lumley va crear per a ell. Des de 1843 fins a 1850, va compondre gairebé tots els ballets presentats en el teatre. Pugni continua sent el compositor més prolífic del gènere, després d'haver compost més de cent ballets originals, també va compondre mant divertiment i dansa que solien omplir els entreactes. Al llarg del període del ballet romàntic, unes ballarines notables hi van dansar, entre d'altres Marie Taglioni, Carlotta Grisi, Fanny Elssler, Lucile Grahn i Fanny Cerrito, amb obres de Perrot, Taglioni i Saint-Léon.

#### J.H. Mapleson

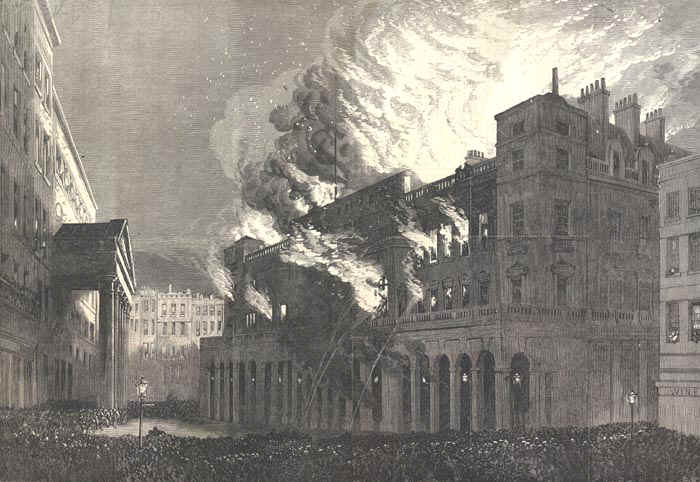
El teatre s'incendià el 1867

De 1862 a 1867, el teatre va ser dirigit per James Henry Mapleson, que hi va presentar l'òpera italiana, francesa i alemanya, incloent les estrenes britàniques de La forza del destino, Médée, Faust i Les alegres comares de Windsor, i la promoció de cantants com Mario, Giulia Grisi, Ilma de Murska, Thérèse Tietjens, Antonio Giuglini, Charles Santley i Christine Nilsson. La nit del 6 de desembre de 1867, el teatre va ser destruït pel foc, probablement per mor d'una estufa sobreescalfada. Només les parets nues de la sala es van mantenir, i la majoria de les botigues adjacents a Pall Mall, i l'hotel Clergy Club a Charles Street, van patir danys de diversa gravetat. La Royal Opera Arcade, al costat occidental, va sobreviure amb només danys superficials. Amb la destrucció del teatre, Mapleson va prendre la seva companyia del Teatre Real, Drury Lane.
Durant la dècada de 1850, quan l'era del ballet romàntic va declinar, les principals personalitats del ballet, com Perrot, Saint-Léon, Taglioni, i el compositor Pugni, es van unir al Ballet Imperial del tsar de Sant Petersburg, a Rússia. Després del foc al Her Majesty's Theatre, el ballet a Londres va decaure, un  ocàs que va durar fins al final del segle xix i no va ressuscitar fins a principi del segle xx, quan ballarins com Adeline Genée van començar a actuar. La companyia de ballet del teatre va trobar una nova llar a l'Old Vic i aviat va prendre el nom del Vic-Wells Ballet. Més tard, recol·locats al Sadler's Wells Theatre, la companyia es coneixeria com a Sadler's Wells Ballet. Finalment, el grup va començar a actuar al Royal Opera House i va esdevenir el Royal Ballet, com se'l coneix avui dia.

### Tercer teatre: 1868-1896

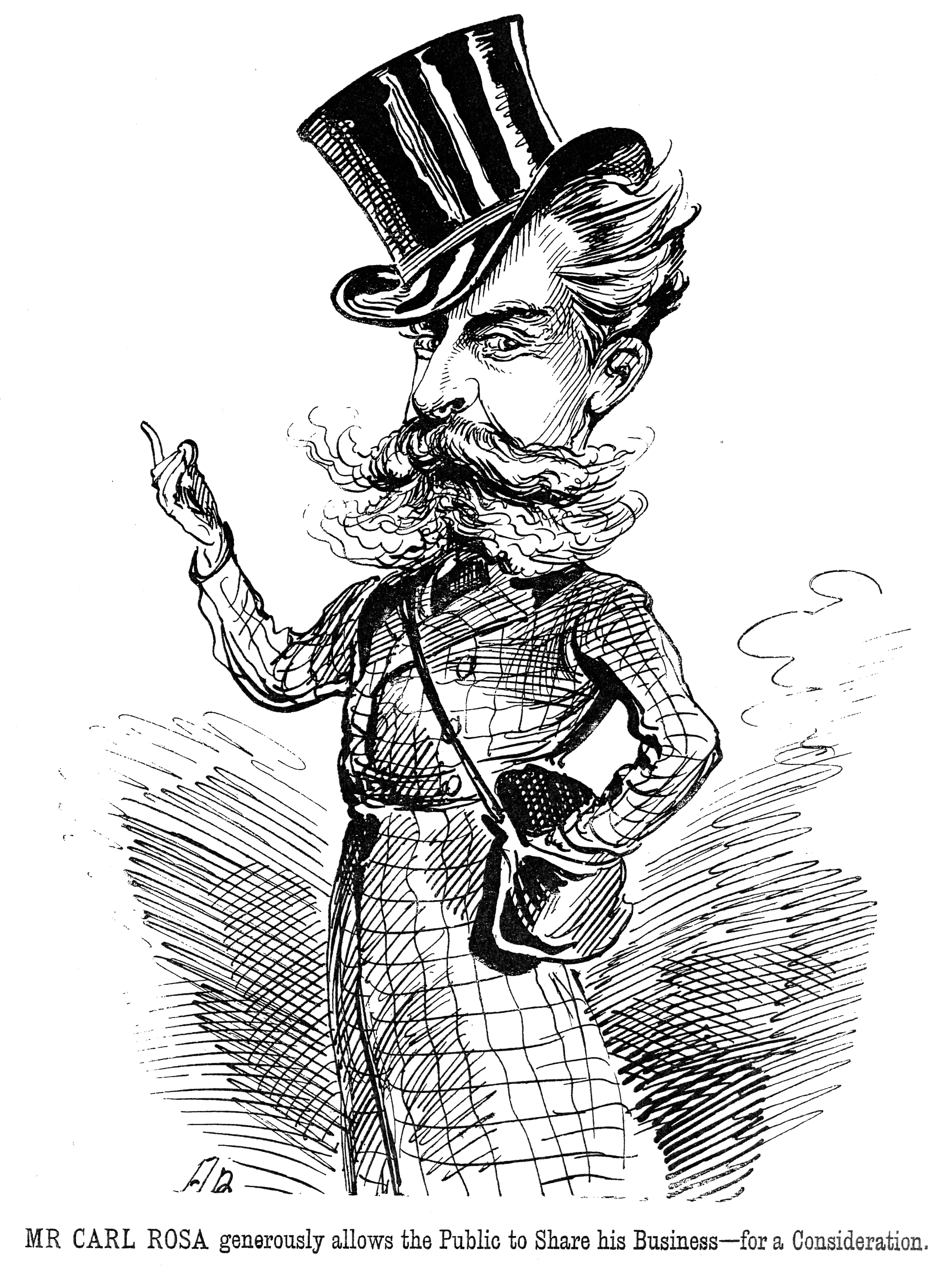
La companyia d'òpera de Carl Rosa va actuar al tercer teatre

Un tercer edifici va ser construït el 1868 a un cost de 50.000 lliures dins de l'estructura del vell teatre, per Lord Dudley. Va ser dissenyat per Charles Lee i fills i el seu soci, William Pain, que s'havien fet càrrec del despats de John Nash quan aquest s'havia jubilat. El nou teatre va ser dissenyat per ser menys susceptible al foc, amb  tallafocs de maó, bigues del sostre de ferro i sòls de guix de ciment de patent Dennett. L'auditori tenia quatre nivells, amb un escenari prou gran per als majors espectaculars. Per a l'òpera, hi cabien assegudes 1.890 persones, i per a obres de teatre, amb la fossa de l'orquestra retirada, 2.500. Com a resultat d'una disputa pel lloguer entre Dudley i Mapleson, i una disminució en la popularitat de la dansa, el teatre va romandre tancat fins al 1874, quan va ser venut a un grup cristià revivalista per 31.000 lliures.
Mapleson tornar a Her Majesty's entre 1877 i 1878, després d'un desastrós intent de construir uns dos mil seients a la National Opera House en una obra posteriorment utilitzada per a la construcció de Scotland Yard. En el retorn de la companyia, es van eliminar tots els accessoris del teatre, incloent els seients, catifes i fins i tot el fons de pantalla. Es van gastar 6.000 lliures en l'equipament de la sala, i el 28 d'abril de 1877, l'edifici va reobrir amb l'obertura de l'òpera de Vincenzo Bellini Norma. L'estrena londinenca de Carmen de Bizet va ser a aquest teatre el 22 de juny de 1878, i en les temporades següents, el teatre va ser seu de la companyia de Carl Rosa (l'esposa de Rosa, Eufrosina Parepa, havia fet el seu nom a l'òpera en part al Her Majesty's) i un programa d'obres de teatre francès i opereta. La companyia hi va produir Carmen en anglès per primera vegada, al febrer de 1879, protagonitzada per Selina Dolaro en el paper protagonista i Durward Lely com a Don José. El 1882, el teatre va ser seu de les estrenes de Londres del cicle L'anell del nibelung de Wagner.
Mapleson va tornar entre 1887 i 1889, però The Times va comentar que el repertori compost per «obres que feia temps que havien deixat d'atraure un gran públic, els cantants eren exclusivament d'una qualitat de segona categoria, i el nivell de rendiment era molt baix». Rigoletto, el 25 de maig de 1889, va ser l'última actuació d'òpera.

### El teatre de Phipps: 1897 - actualitat

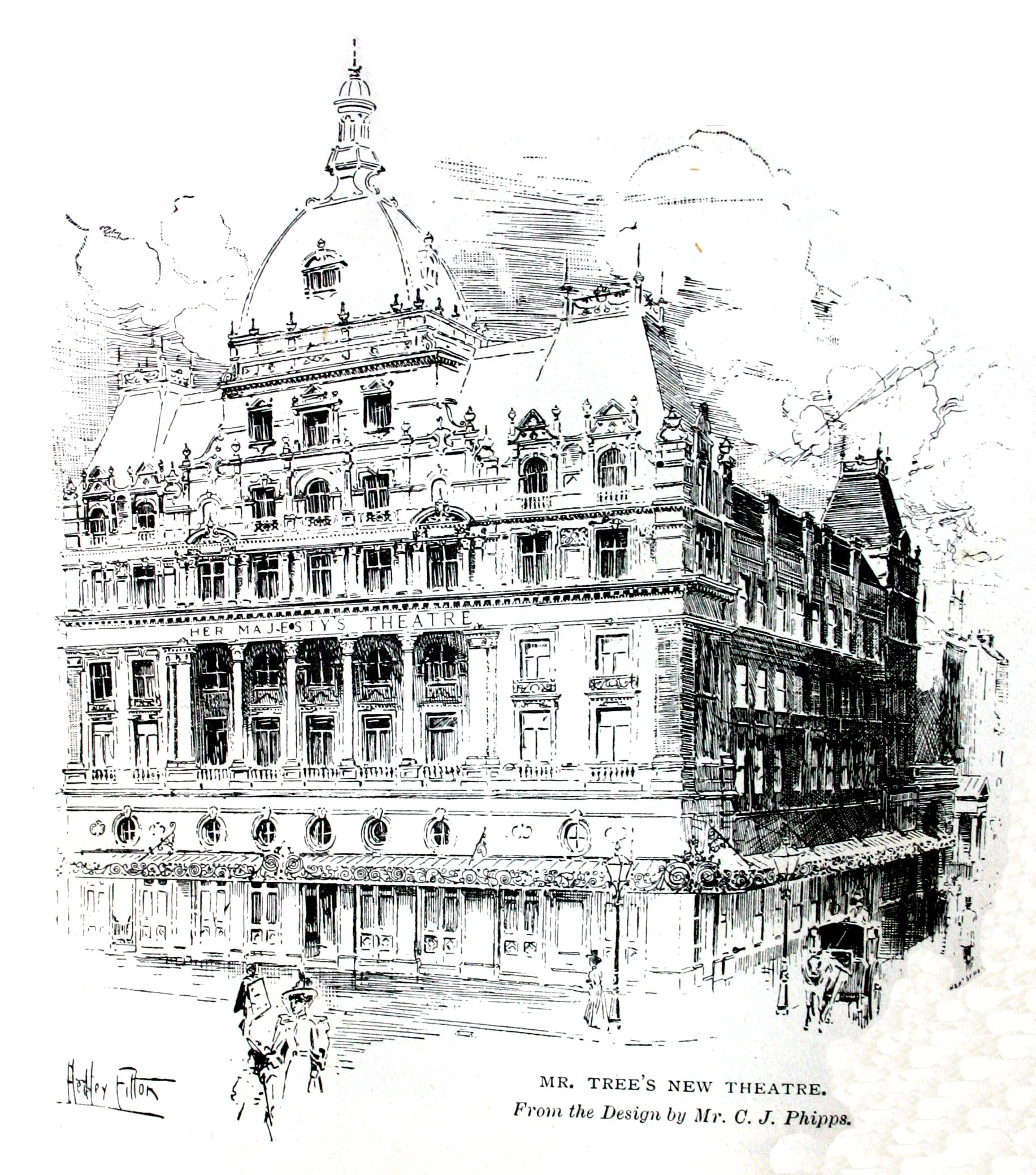
El nou teatre de Phipps

Amb els ràpids avenços en la tecnologia de cinema realitzat durant aquest període, el 1868 el teatre va perdre popularitat, i el subarrendament del teatre, encara en poder de la família Dudley, va expirar el 1891. L'Estat va manar reconstruir tot el bloc, a excepció de la Royal Arcade, amb un arrendament que no expirava fins al 1912. Hi va haver problemes en l'obtenció de tots els edificis i en el finançament del sistema, però el teatre i els edificis circumdants van ser demolits el 1892. Els plans van ser encarregades a l'arquitecte Charles J. Phipps per a un teatre i un hotel. Al febrer de 1896 va arribar a un acord amb Herbert Beerbohm Tree per a la construcció del teatre amb un cost de 55.000 lliures esterlines. Els plans van ser aprovats al febrer de 1897, i el 16 de juliol de 1896, es va col·locar la primera pedra del nou teatre. Phipps va morir el 1897, i el teatre va ser el seu últim treball.

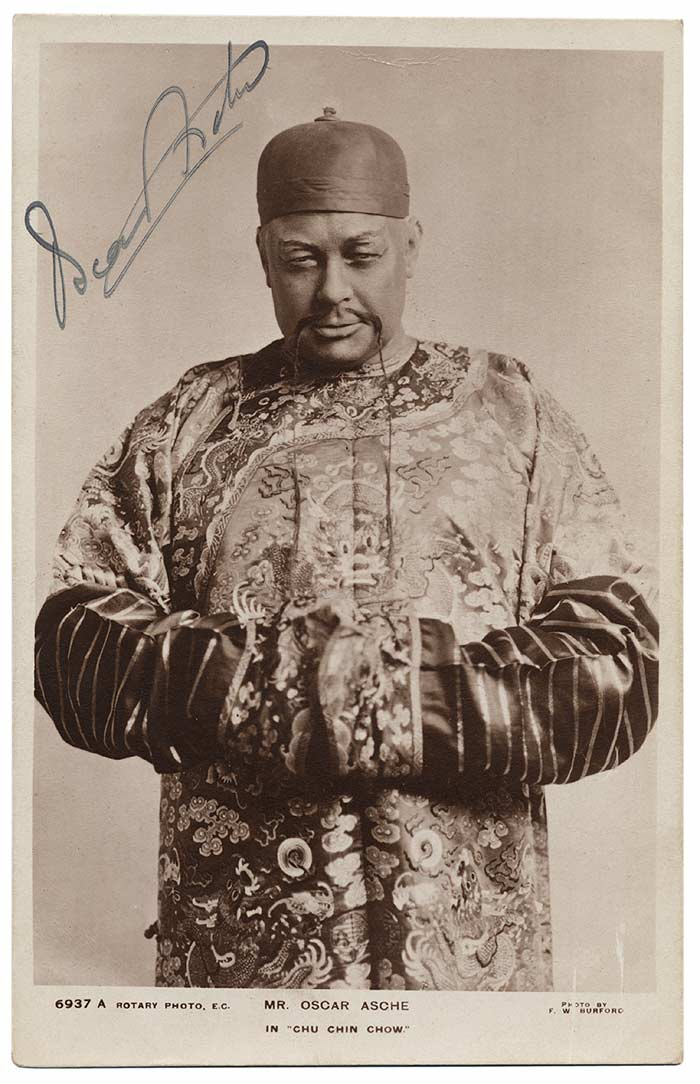
Oscar Asche a Chu Chin Chow que va tenir un rècord de 2.235 actuacions en el teatre des del 1916

El teatre actual es va obrir el 28 d'abril de 1897. Herbert Beerbohm Tree va construir el teatre amb els guanys del seu gran èxit al Haymarket Theatre, i va gestionar i va viure al teatre des de la construcció fins a la seva mort el 1917. Per al seu ús personal, tenia un saló de banquets i una sala d'estar instal·lat a la gran cúpula d'estil francès, central, quadrada. L'edifici no es va especialitzar en l'òpera, encara que hi va haver algunes representacions d'òpera en els seus primers anys. El teatre es va obrir amb l'obra de teatre de Gilbert Parker The Seats of the Mighty. Les adaptacions de novel·les de Dickens, Tolstoi i altres van formar una part important del repertori, a més de les obres clàssiques de Shakespeare i Molière. El teatre també va acollir l'estrena mundial de The Tinker's Wedding de J.M. Synge l'11 novembre de 1909 i Pygmalion de George Bernard Shaw, amb Tree com a Henry Higgins i Patrick Campbell com a Eliza, el 1914. Les produccions de Tree es coneixen pels seus paisatges i efectes elaborats i espectaculars, que sovint inclouen animals vius i herba real. Aquest estil era alhora popular i rendible, però en la última dècada, l'estil de les obres de Tree va passar de moda, i moltes de les seves obres van rebre crítiques negatives. Fins a la seva mort, Tree es va defensar de la censura crítica, amb l'argument dels bons resultats a la taquilla.
El 1904, Tree hi va fundar la Royal Academy of Dramatic Art, després d'un any es va traslladar-se el 1905 al carrer Gower Street, a Bloomsbury. Tree va continuar prenent graduats de l'Acadèmia en la seva companyia i va donar feina a una quarantenda d'actors el 1911.
Les instal·lacions del teatre, naturalment, es prestaven per al nou gènere del teatre musical. Chu Chin Chow va obrir les portes el 1916 i va arribar a fer a un rècord sorprenent amb 2.235 actuacions, gairebé dues vegades més que el rècord anterior obtingut per Salad Days el 1955. Les principals produccions d'obres amb grans elencs es van realitzar també al Her Majesty's. Oh, Kay! de George i Ira Gershwin s'hi va estrenar el 21 de setembre de 1927. El van protagonitzar Gertrude Lawrence i John Kirby durants 213 actuacions. L'opereta de Noël Coward Bitter Sweetva gaudir d'una ratxa de 697 actuacions a partir del 18 de juliol de 1929. L'adaptació teatral de J.B. Priestley de The Good Companions es va estrenar el 14 de maig de 1931.
Els musicals hi van continuar dominant en el període posterior a la Segona Guerra Mundial, incloses les transferències dels èxits de les produccions de Broadway com Follow the Girls (1945, 572 representacions) i el musical de Lerner and Loewe Brigadoon (1949, 685 representacions) i Paint Your Wagon (1953, 478 representacions). West Side Story de Leonard Bernstein va obrir les portes el desembre de 1958 amb una carrera de 1.039 actuacions, transferida de Broadway a través de la Manchester Opera House. L'estrena a Londres de Fiddler on the Roof fou el 16 de febrer de 1967, protagonitzada per Chaim Topol, i va tenir de 2.030 representacions. Quaranta anys després de l'estrena de l'original, l'adaptació musical d'André Previn de The Good Companions es va estrenar l'11 juliol de 1974 seguida de Jeeves el 22 d'abril de 1975, una col·laboració entre Andrew Lloyd Webber i Alan Ayckbourn, inicialment sense èxit, i que després va gaudir d'un èxit considerable.
John Cleese va organitzar A Poke in the Eye (With a Sharp Stick) a benefici d'Amnistia Internacional en el teatre el 1976, i que va ser transmès com a Pleasure at Her Majesty's. També es va estrenar The Secret Policeman's Balls, organitzada i protagonitzada per artistes com Peter Cook, Graham Chapman, i Rowan Atkinson. El teatre va ser també l'escenari de la popular sèrie de varietat en viu d'ITV Live From Her Majesty's, que es va emetre per televisió des de 1982 fins a 1988. Va ser en aquest programa que Tommy Cooper es va desplomar i va morir a l'escenari el 1984.
Aquest teatre és una de les quaranta sales que apareixen en el DVD documental del 2012 de la sèrie Great West End Theatres, presentat per Donald Sinden.

### El fantasma de l'òpera
El fantasma de l'òpera s'hi va estrenar el 9 d'octubre de 1986 al teatre, va guanyar el Premi Laurence Olivier al Millor Musical i amb Sarah Brightman i Michael Crawford, que van guanyar un premi Olivier per la seva actuació en el paper principal. La peça se segueix representant a Her Majesty's, i va celebrar el seu 25è aniversari l'octubre de 2011 superant les deu mil actuacions l'octubre de 2010. És la segona obra musical de més llarga durada de la història, després de Les Misérables. Se'n va fer un film el 2004 que va ser vista per més de 130 milions de persones en 145 ciutats de 27 països i va recaptar més de 3,2 milions d'euros el 2011, el projecte d'entreteniment més reeixit de la història.